# Qaxbaş
Qaxbaş è un comune dell'Azerbaigian situato nel distretto di Qax. Conta una popolazione di 2 983 abitanti.